# Prolepsis lucifer
Prolepsis lucifer là một loài ruồi trong họ Asilidae. Prolepsis lucifer được Wiedemann miêu tả năm 1828.